# دویچ گریفن
دویچ گریفن (به آلمانی: Deutsch-Griffen) یک منطقهٔ مسکونی در اتریش است که در Sankt Veit an der Glan District واقع شده‌است. دویچ گریفن ۹۸۱ نفر جمعیت دارد.